# A1グランプリ
A1グランプリ（エイワングランプリ、英語: A1 Grand Prix・A1GP）は、かつて行われていたモータースポーツにおける国別対抗戦。「モータースポーツにおけるワールドカップ」という位置づけとして、2005年から2010年まで開催されていた。他の多くのカテゴリと異なり、日本における季節で秋開幕・春閉幕という形で行われていた。

## 概要
2004年、ドバイの皇太子ハムダン・ビン＝ムハンマド・アール＝マクトゥームが提唱し、アール＝マクトゥーム会長とする団体が主催し中東や欧米諸国、東南アジア、アフリカ、中華人民共和国、オーストラリアなどで開催されている。2006年9月29日に創設者のアール＝マクトゥームが自身の持つA1GPの株式をRAB・キャピタル社に売却したことから2006-2007年シーズンからはCEOにピーター・ダ・シルヴァ(Pete da Silva)、A1GP創設時の主要メンバーであったトニー・ティシェイラ(Tony Teixeira)が会長に就任した。
初年度から予選と決勝レースの模様をインターネットで無料でブロードバンド配信（一時期、有料配信されていた）するなどの思い切った試みで、それまでフォーミュラカーレースへの参戦実績が全くなかった国々を中心に、徐々にではあるが新たな客層を開拓していた。また同時に初年度からテレビ放送もされており2008-2009年シーズンからはハイビジョン放送(HDTV)で150か国以上で放映されていた。日本はJ sports ESPNにおいてハイライトのみ放送。
通常、モータースポーツがオフシーズンに入る秋・冬（日本における季節）の開催ということでメディアからの注目度も高く、シリーズ開始当初は比較的成功を収めていた。ただ、本シリーズからスタードライバーといえる存在を生み出せていない点や、2007年よりほぼ同時期に開催されている「GP2アジアシリーズ」など対抗カテゴリーも登場してきている点など、課題も多く抱えた状態であった。
2007年10月11日に、2008-2009年シーズンから2014年までの6年間フェラーリからエンジンとシャシーが提供されシリーズ名にも「Powered by Ferrari」の名称が冠せられた。また今後、A1GPへの出場を争うための地方選手権となるA2GPの構想もあるとも発表されていた。
09-10シーズンは、事前テストも行われず、開幕戦予定だったサーファーズ・パラダイス戦がサイドインパクト・ヘッドレスト部の安全性最新基準を満たすマシンが間に合わないことから急遽キャンセルとなったのをはじめ、中国・マレーシア戦もキャンセルされた。その後、A1GP Holdingsの子会社であるA1グランプリカーを保有するA1GP Operationsが経営破綻し事実上シリーズは消滅した。

## チーム
チームは参加国それぞれの代表チームとして参戦し各国の有力レーシングチームが最大10人1組としてA1グランプリチームを組成してエントリーしているが､マシンメンテナンスの能力を持たないチームも存在するため､イギリスのカーリンモータースポーツやフランスのDAMSなどといった有力チームが国の垣根を越えてメンテナンスを請け負うなどの対応が行われている。
ドライバーは国際B級ライセンスを持ち、参加国の国籍を有する者ならば誰でも参加可能とされており、練習走行から決勝2レースをそれぞれ最大3人の別のドライバーが走行することも可能。参加国によってはGP2、IRLなどの他カテゴリーのレギュラードライバーや元F1ドライバーが参戦している例もある。日本からは、2005-2006年シーズンに福田良・野田英樹の2名をドライバーに起用した日本チームが参戦していたが、第3戦を欠場し前記の2名に代わって、下田隼成が第4戦より参戦していた。2006-2007シーズンは日本からの参戦はない。

## 競技の進行方法
ルーキーセッション・フリー走行
- ルーキーセッション
  - 開催週の金曜日（開催国の日付）の午前に90分のセッションを1回行われる。（ザントフォールトでは騒音問題があり行なわれない。）2006-2007年シーズンまでは午前と午後に60分のセッションを各1回行われていた。
  - 参加条件として、6戦未満のレース参戦経験と28歳未満のドライバーであることが条件であったが、2008-2009年シーズンから年齢制限が撤廃された。その代わりに過去にF1、GP2、チャンプカー、IRL、フォーミュラ・ニッポンを経験しているドライバーは参加が許されなくなった。

- フリー走行
  - 開催週の金曜日（開催国の日付）の午後と土曜日の午前に60分間のセッションを各1回行われる。

予選
開催週の土曜日（開催国の日付）のローカル時間14時から開催され、10分を1セッションとして4回行われる。2007-2008年シーズンまでは各セッション15分だった。
前半2回のセッションでスプリントレースのスターティンググリッドが決められ、後半2回のセッションでフィーチャーレースのスターティンググリッドが決められる。2006-2007年シーズンまでは4セッション行い、各セッションのベストタイム2つを合計したタイムでフィーチャーレースのグリッドが決定し、スプリントレースのスターティンググリッドはフィーチャレースの結果順であった。
決勝
開催週の日曜日（開催国の日付）に開催されスプリントレース、フィーチャーレースの2ヒート制で行われる。両レースとも上位入賞チームにポイントとファステストラップに1ポイントが与えられる。
- スプリントレース
  - ローカル時間11時から開始され予選で決定した順位を元に全車が隊列を組む。2008-2009年シーズン第3戦まではローリング方式でスタートしていたが、第4戦以降はF1等と同じく、静止した状態からスタンディング方式でスタートし、最大24分間+1周の制限時間で順位を競う。また、2008-2009年シーズンからは、4ラップから8ラップ間にピットインを1回することが義務づけられている。

- フィーチャーレース
  - ローカル時間15時から開始され、スタンディング方式でスタートし、最大69分間+1周の制限時間で順位を競う[4]。また、初年度から2006-2007年シーズンまではピットインをする義務は1回であったが、2007-2008年シーズンからピットインを2回することが義務づけられている。

## マシン
2005-2008年のマシン（ローラ／ザイテック／クーパー）

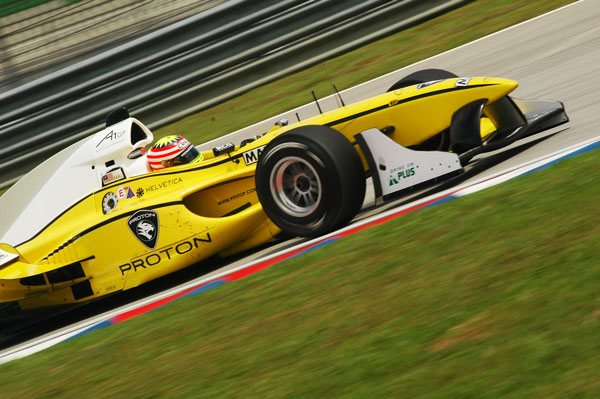
2005年から2008年まで使用されていたA1マシン。（マレーシアチーム 2006年）

マシンはワンメイクとなっており、シリーズ初年度の2005-2006年シーズンから2007-2008年シーズンまではローラ製シャーシにザイテック社製のZA1348・V8エンジン（3.4リットル/最大550馬力）、クーパー社製のスリックタイヤを採用していた。A1マシンの特徴としては、純粋にドライバーの腕を競う意味で特殊なドライバーアシスト機能が一切搭載されていない他、レース中決められた回数のみエンジン出力を高める事が出来る「パワーブーストボタン」が備えられている点が挙げられる。
環境問題への配慮から、2007-2008シーズンからはバイオ燃料を使用すること（インフラ整備の遅れから使用が延期されていたが、第5戦ニュージーランドから使用が開始される）になった。この燃料は、砂糖大根から製造されたバイオマスエタノールをガソリンに30%混同した「E30」で、二酸化炭素の排出量が約20%低減されると予測されている。
2008-2009 年のマシン（フェラーリ／ミシュラン）

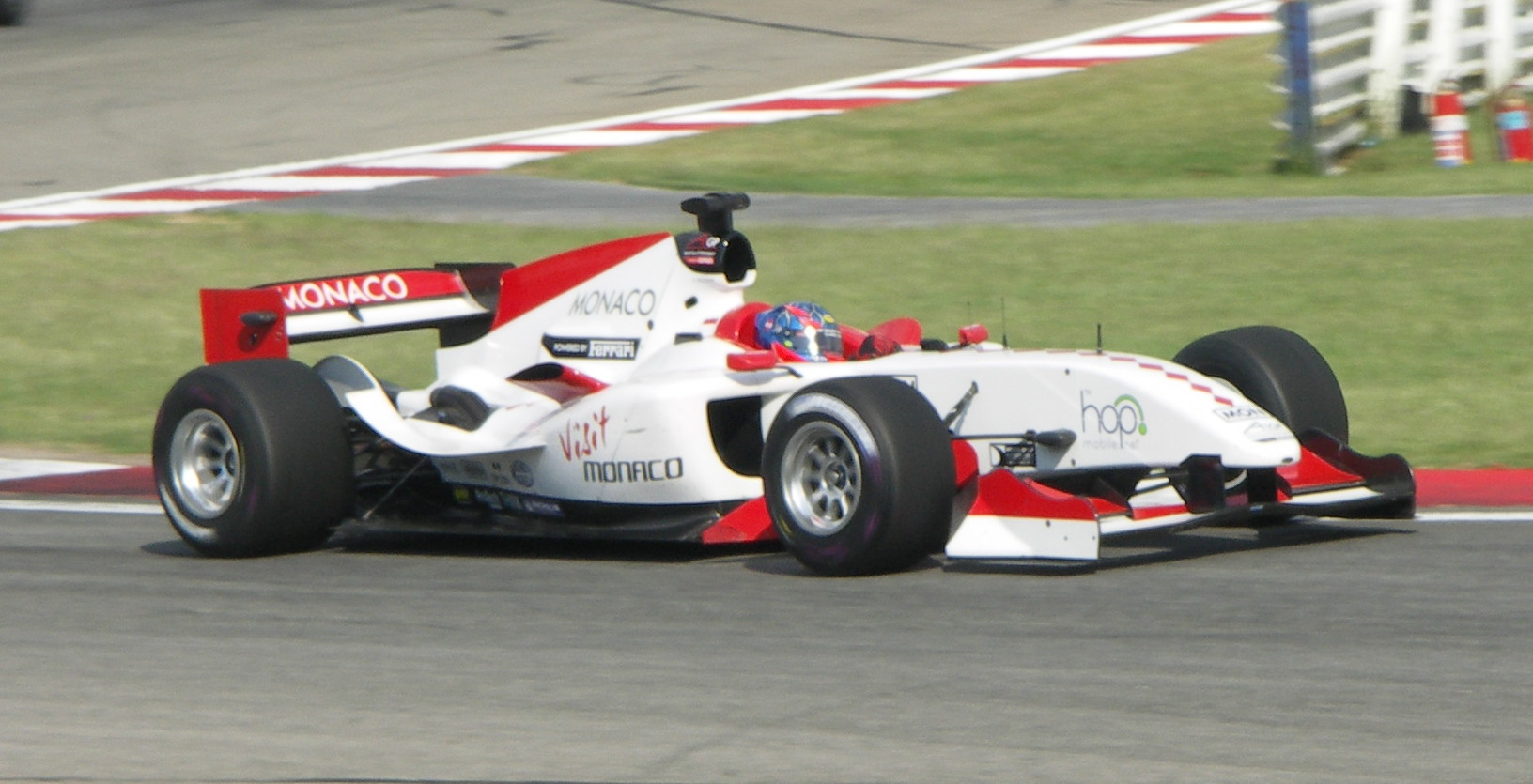
2008年に使用されていたA1マシン。（モナコチーム 2009年）

2008-2009年シーズンからは、新たにフェラーリは向こう6年間に渡りエンジン・シャーシを供給することが発表され、当初は一部報道で「シャーシはスクーデリア・フェラーリのF1マシンであるF2007に準拠したものになるほか、エンジン出力も650～700馬力と従来よりもパワーアップする」と伝えられていた。しかし結局はシャーシが2004年にスクーデリア・フェラーリが使用したF1マシン・F2004を新たにスクーデリア・フェラーリのロリー・バーンなどが改良したシャーシとなり、エンジンは600馬力V8エンジンが採用された。またタイヤにおいてはミシュラン社製のスリックタイヤが採用されている。また、パワーブーストボタンも引き続き備えられている。燃料にはガソリンに150リットルの容量に対し最大50%までバイオマスエタノールを混合できるバイオ燃料をシェルが提供している。

## チームおよびシリーズ成績

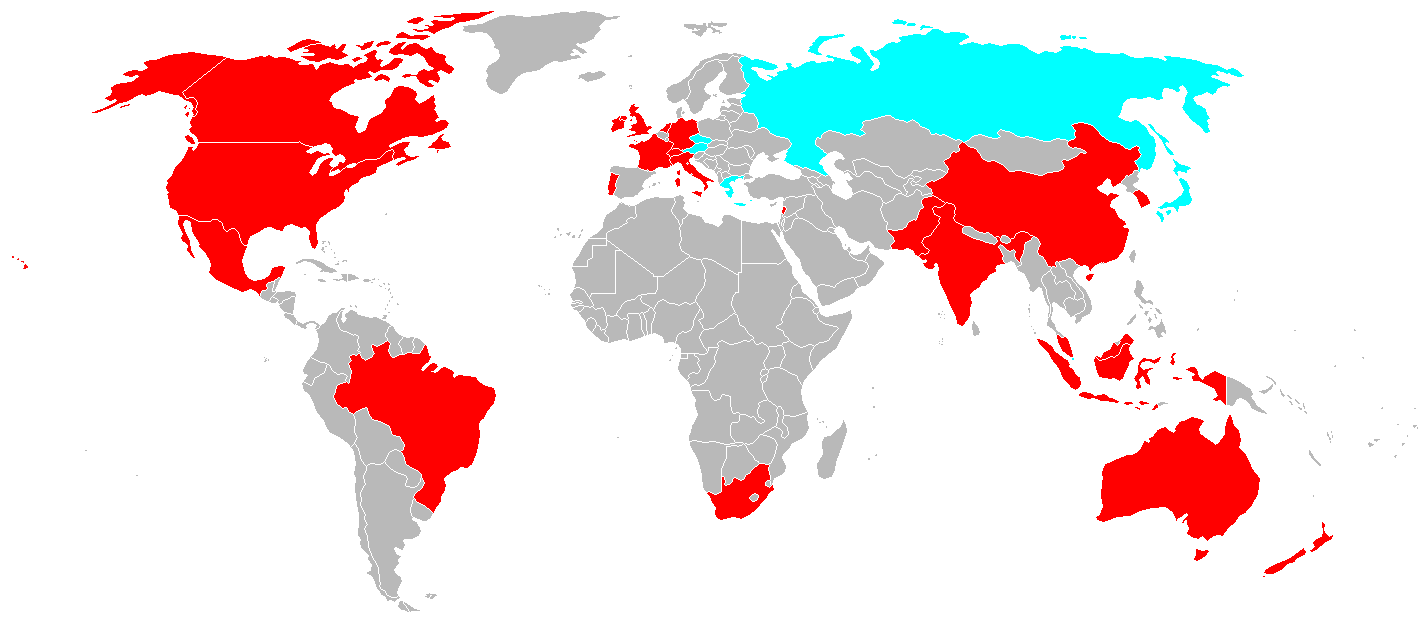
参加国（赤色）、かつて参加していた国（水色）

| チーム                    | 2005-06 シーズン | 2006-07 シーズン | 2007-08 シーズン | 2008-09 シーズン | 2009-10 シーズン |
| ------------------------- | ---------------- | ---------------- | ---------------- | ---------------- | ---------------- |
| A1チーム アイルランド     | 8位              | 18位             | 6位              | 1位              |                  |
| A1チーム アメリカ         | 16位             | 9位              | 12位             | 11位             |                  |
| A1チーム イギリス         | 3位              | 3位              | 3位              | 10位             |                  |
| A1チーム イタリア         | 14位             | 7位              | 18位             | 16位             |                  |
| A1チーム インド           | 24位             | 19位             | 10位             | 12位             |                  |
| A1チーム インドネシア     | 18位             | 21位             | 21位             | 20位             |                  |
| A1チーム オランダ         | 7位              | 5位              | 7位              | 4位              |                  |
| A1チーム オーストラリア   | 13位             | 13位             | 17位             | 8位              |                  |
| A1チーム オーストリア     | 19位             | -                | -                | -                |                  |
| A1チーム カナダ           | 10位             | 11位             | 9位              | -位              |                  |
| A1チーム 韓国             | -                | -                | -                | 19位             |                  |
| A1チーム ギリシャ         | -                | 24位             | -                | -                |                  |
| A1チーム スイス           | 2位              | 8位              | 1位              | 2位              |                  |
| A1チーム チェコ           | 12位             | 12位             | 19位             | -                |                  |
| A1チーム 中国             | 22位             | 15位             | 13位             | 18位             |                  |
| A1チーム シンガポール     | -                | 20位             | -                | -                |                  |
| A1チーム ドイツ           | 15位             | 1位              | 8位              | 21位             |                  |
| A1チーム 日本             | 21位             | -                | -                | -                |                  |
| A1チーム ニュージーランド | 4位              | 2位              | 2位              | 7位              |                  |
| A1チーム パキスタン       | 20位             | 22位             | 20位             | -位              |                  |
| A1チーム フランス         | 1位              | 4位              | 4位              | 5位              |                  |
| A1チーム ブラジル         | 6位              | 17位             | 14位             | 15位             |                  |
| A1チーム ポルトガル       | 9位              | 16位             | 11位             | 3位              |                  |
| A1チーム マレーシア       | 5位              | 6位              | 15位             | 6位              |                  |
| A1チーム 南アフリカ       | 17位             | 14位             | 5位              | 14位             |                  |
| A1チーム メキシコ         | 11位             | 10位             | 16位             | 13位             |                  |
| A1チーム モナコ           | -                | -                | -                | 9位              |                  |
| A1チーム レバノン         | 23位             | 23位             | 22位             | 17位             |                  |
| A1チーム ロシア           | 25位             | -                | -                | -                |                  |

*－ は不参加。　－位 はエントリーのみで不参加。